# فلوری-مروجی
فلوری-مروجی یک کمون (بخش) در بخش شهرستان اسون در شمال فرانسه، در حومه جنوبی پاریس است. این کمون دارای زندان فلوری-مروگیس، بزرگ‌ترین زندان فرانسه و اروپا است.

## تحصیلات
این کمون دارای سه گروه پیش دبستانی (écoles maternelles) و مدارس ابتدایی است: روبر دسنوس، پل لانژون و جولیوت کوری در اینجا تحصیل کردند.

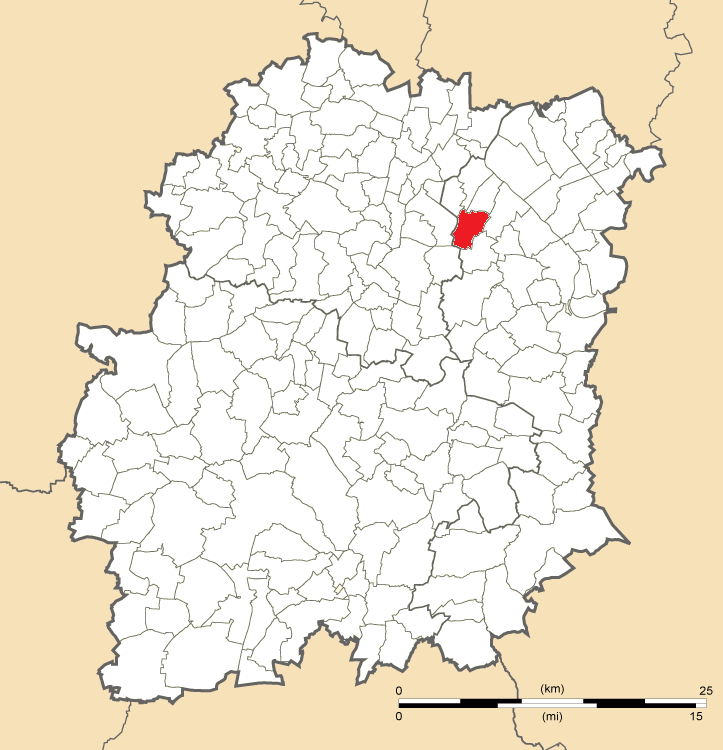
نقشه ای که نشانگر فلوری-مروگیس در اسون است